# Скотт, Стюарт
Стюарт Орландо Скотт (англ. Stuart Orlando Scott, 19 июля 1965 — 4 января 2015) — американский спортивный комментатор и ведущий телекомпании ESPN, а также трансляций Национальной баскетбольной ассоциации и Национальной футбольной лиги. Получил известность благодаря своим комментариям в стиле хип-хоп и фирменным фразам.
Скотт вырос в Северной Каролине и получил образование в местном университете Северной Каролине в Чапел-Хилл. По окончании обучения работал на нескольких местных телеканалах, пока в 1993 году не перешёл в ESPN. Хотя в то время афроамериканские спортивные комментаторы не были редкостью, его совмещение хип-хопа и спортивных комментариев стало уникальным явлением на телевидении. В 2008 году он стал одним из основных ведущих ESPN, а также работал ведущим трансляций НБА на канале ABC.
В 2007 году Скотт перенёс операцию по удалению аппендицита, во время которой у него обнаружили злокачественную опухоль. Он перенёс курс химиотерапии, однако после непродолжительной ремиссии, в 2011 году у него вновь диагностировали рак. В 2014 году на ежегодной церемонии вручения премии ESPY Awards Стюарт получил награду Джимми Ви за свою борьбу с раком. В январе 2015 года в возрасте 49 лет Скотт скончался от рака.

## Ранние годы
Стюарт Скотт родился 19 июля 1965 года в Чикаго (штат Иллинойс, США) в семье О Рея и Жаклин Скотт. У него также был брат Стивен и две сестры — Сюзанна и Синтия. Когда Стюарту было семь лет его семья переехала в Уинстон-Сейлем (штат Северная Каролина). Там он вначале посещал старшую школу Мант Тэйбор, а последние два года учился в старшей школе Ричарда Рейнольдса. Во время обучения он был капитаном школьной команды по американскому футболу, занимался лёгкой атлетикой, был вице-президентом студенческого парламента и парламентским приставом в школьном Key Club. В 1983 году Скотт окончил обучение в школе и поступил в Университет Северной Каролины в Чапел-Хилл. В университете Стюарт был членом братства Alpha Phi Alpha, работал на радио WXYC, а также играл на позициях ресивера и дифенсив-бэка в команде по американскому футболу. В 1987 году он окончил обучение в университете, получив степень бакалавра искусств по специальности устная коммуникация.

## Карьера

### Работа на местных телеканалах
По окончании обучения в университете Скотт с 1987 по 1988 год работал корреспондентом и ведущим спортивных передач на канале WPDE-TV во Флоренсе (штат Южная Каролина). Там он стал известен благодаря своей фирменной фразе «круче, чем обратная сторона подушки». С 1988 по 1990 год он работал корреспондентом на канале WRAL-TV 5 в городе Роли (штат Северная Каролина). Один из ведущих WRAL Sports Джефф Гравели позже вспоминал, что между Скоттом и спортивным отделом была «естественная связь». Гравели описывал стиль Стюарта, как творческий, общительный и добавляющий огромное количество энергии в отдел новостей. Даже после ухода с WRAL Скотт навещал своих бывших коллег и относился к ним как к своей семье.
С 1990 по 1993 год Скотт работал в подразделении NBC в Орландо (штат Флорида) WESH в качестве спортивного корреспондента и ведущего спортивных программ. Во время работы в WESH он встретил продюсера ESPN Гуса Рэмси, который также только начинал свою профессиональную карьеру. По словам Рэмси он с первой встречи со Скоттом понял, что тот станет большой звездой. Ему дали попробовать свои силы в освещении родео и он сделал это также хорошо, как и в будущем он освещал финалы НБА для ESPN. За своё освещение родео он также получил хорошие отзывы от Central Florida Press Club.

### ESPN
В 1993 году Эл Джеффри, вице-президент ESPN по поиску новых талантов, искал нового ведущего для канала ESPN2, который бы мог привлечь молодую аудиторию. Его выбор пал на Скотта и он предложил тому работу. Несмотря на то, что в то время на телевидение было довольно много афроамериканцев, однако он стал одним из немногих, кто до этого не занимался профессиональным спортом. Первоначально Стюарт вёл небольшой подкаст, который транслировался дважды в час во время передачи SportsNight. После того, как ведущий SportsNight Кит Олберман перешёл в SportsCenter, Скотт занял его место. Он также стал регулярно принимать участие в записях как самого SportsCenter, где он работал в команде с Ричем Эйзеном, Стивом Ливи, Кенни Мейном, Деном Патриком и другими ведущими, так и в рекламе этой передачи.
В 2002 году Скотт стал одним из ведущих в студии в рамках трансляции матчей НБА на ESPN, а в 2008 году уже стал основным ведущим. В то же время он начал работать на такой же должности на телеканале ABC во время их освещения матчей НБА, включая и финальные серии, и ведущим SportsCenter, где освещал финальные серии НБА с 1997 по 2014 года. Во время финалов НБА 1997 и 1998 годов он брал эксклюзивные интервью у Майкла Джордана. В 2006 году права на трансляцию Monday Night Football перешли к ESPN и Скотт стал освещать игры с места их проведения, вести передачу Monday Night Countdown и выпуски SportsCenter, посвящённые понедельничным играм. В 1997 году он работал в программе NFL Primetime, с 2002 по 2005 год в Monday Night Countdown и с 1999 по 2001 год в Sunday NFL Countdown. В 1995 году он также освещал игры плей-офф МЛБ и Финал Четырёх турнира NCAA.
Скотт вёл колонку Holla в журнале ESPN the Magazine. За время его работы в ESPN он брал интервью у Тайгера Вудса, Самми Сосы, президента Билла Клинтона и президента Барака Обамы во время предвыборной кампании 2008 года. Во время этого интервью Стюарт и Барак сыграли в баскетбол один против одного. В 2004 году по запросу вооружённых сил США Скотт и другие ведущие SportsCenter целую неделю записывали выпуски передачи в Кувейте, получившие название SportsCenter: Salute the Troops. Он был ведущим нескольких игровых и реалити-шоу ESPN, таких как Stump the Schwab, Teammates и Dream Job, выпуска посвящённого «Захоронению заживо» Дэвида Блейна, а также первого и единственного эпизода America’s Funniest Home Videos под названием AFV: The Sports Edition.

## Личная жизнь
С 1993 по 2007 год Стюарт был женат на Кимберли Скотт, в браке с которой у них родилось две девочки — Тейла и Сидни. На момент смерти он встречался с Кристин Сподобалски. Во время его речи на церемонии вручения награды Джимми Ви он сказал своим дочерям: «Тейла и Сидни, я люблю вас больше, чем я когда-либо смогу выразить. Вы пульс моей жизни. Я стою на этой сцене сегодня здесь благодаря вам».

### Травма глаза
3 апреля 2002 года, во время съёмок специального выпуска ESPN, проходившего в тренировочном лагере «Нью-Йорк Джетс», Стюарт получил травму глаза, в результате которой была повреждена роговица. Несмотря на перенесённую операцию, он стал страдать птозом верхнего века — опущением верхнего века.

### Рак
Одним воскресным утром 2007 года Скотт выехал из Коннектикута в Питтсбург, чтобы принять участие в записи программ Monday Night Football. В поездке у него заболел живот и вскоре боль стала настолько сильной, что вместо игры он отправился в больницу, где ему вырезали аппендицит. Исследовав аппендицит врачи установили, что у Стюарта рак. Два дня спустя в Нью-Йорке, он перенес операцию по удалении части толстой кишки, некоторых лимфатических узлов и всего, что находилось рядом с аппендицитом. После операции ему рекомендовали профилактический курс химиотерапии. Скотт согласился и начал курс, одновременно продолжая работать на ESPN и ABC. В то время он так описывал свою жизнь: «Одним из классных моментов в болезни, я знаю, это звучит как оксюморон, это встреча с людьми, которые также борются с ним. У вас с ними связь. Это как братство или женское общество». Когда Скотт вернулся к работе некоторые люди, зная, что у него диагностировали рак, пытались узнать как у него дела, либо высказать свою озабоченность, однако он хотел разговаривать лишь о спорте, а не о болезни.
Химиотерапия помогла и болезнь отступила на время, но в 2011 году у него вновь диагностировали рак. Однако, как и в предыдущий раз, вскоре у него началась ремиссия, но 14 января 2013 года болезнь вернулась. После курса химиотерапии ему посоветовали заниматься смешанными боевыми искусствами или P90X. К 2014 году он перенёс 58 инфузий после чего был переведён на таблетки. В ходе лечения он также перенёс несколько облучений и операций. Скотт всегда просил никогда не говорить ему на какой стадии рака он находится.

### Награда Джимми Ви
16 июля 2014 году на церемонии ESPY Awards Скотт получил награду Джимми Ви за свою продолжающуюся борьбу с раком. В своей речи он рассказал, что за неделю до церемонии из-за проблем с печенью и почками он пережил 4 операции за 7 дней. Он также сказал: «Когда ты умираешь, это не значит, что ты проиграл раку. Ты победил рак тем, как ты жил и почему ты жил». На церемонии было также показано видео, в которым были кадры Скотта из госпиталя Джонна Хопкинса и другие сцены его жизни во время борьбы с раком.

### Смерть

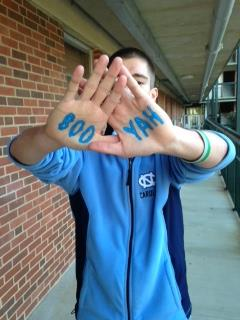
Студент УСК во время баскетбольной игры Нотр-Дам против УСК 5 января 2005 года, с фирменной фразой Скотта «Boo Yah»

Стюарт Скотт умер от рака 4 января 2015 года в своём доме в Эйвоне (штат Коннектикут).
После его смерти ESPN объявило: «Стюарт Скотт, преданный семьянин и один из ключевых ведущих ESPN, умер после бескомпромиссной и вдохновляющей борьбы с раком. Ему было 49». Чтобы почтить его память телекомпания выпустила видеонекролог, который журнал Sports Illustrated назвал красивой данью памяти человеку, умершему «в слишком молодом возрасте 49 лет». Президент США Барак Обама также выпустил заявление, в котором говорилось:

Мне будет не хватать Стюарта Скотта. Двадцать лет назад он показал новый способ как можно обсуждать наши любимые команды и лучшие моменты игрового дня. Большую часть этих двадцати лет государственная служба и политические кампании держали меня вдали от моей семьи, но, где бы я не был, я мог включить телевизор и Стю и его коллеги по SportsCenter были там. Многие годы он развлекал нас и, в конце, он вдохновлял нас своим мужеством и любовью. Мишель и я выказываем свои соболезнования и молитвы его семье, друзьям и коллегам.
Многие спортсмены почтили память Скотта. Среди них были как действующие так и бывшие игроки Национальной баскетбольной ассоциации — Стефен Карри, Кармело Энтони, Коби Брайант, Стив Нэш, Джейсон Коллинз, Шакил О’Нил, Мэджик Джонсон, Дуэйн Уэйд, Леброн Джеймс, Майкл Джордан, Брюс Боуэн, Деннис Родман, Джеймс Уорти; гольфисты Тайгер Вудс, Гэри Плейер, Дэвид Дювал, Ли Уэствуд, Блэр О’Нил, Джейн Парк, а также Роберт Гриффин III, Рассел Уилсон, Джон Лестер, Лэнс Армстронг, Барри Сандерс, Джей Джей Уотт, Дэвид Ортис и Шерил Свупс. Баскетбольный тренер УСК Рой Уильямс назвал его «героем», а Брюс Эрианс сказал: «Мы проиграли игру, но сегодня утром мы потеряли намного больше. Стюарт Скотт, я думаю, один из лучших представителей СМИ с кем мне приходилось иметь дело, сегодня умер».
Коллеги Скотта Ханна Шторм и Рич Эйзен в прямом эфире поделились своими воспоминаниями о Стюарте, а ведущие SportsCenter Скотт Ван Пелт и Стив Ливи простились с ним и покинули свои стулья в студии в его честь. Ведущие NFL Countdown Том Джейсон, Крис Картер, Крис Берман, Майк Дитка и Кейшон Джонсон также поделились своими воспоминаниями о Скотте.
На церемонии награждения Sports Emmy Award 2015 победитель в номинации «Лучший ведущий в студии» Эрни Джонсон младший в своей речи отказался от награды в пользу Стюарта Скотта и передал её его детям. Во время 67-й церемонии вручения прайм-тайм премии «Эмми» кадры со Скоттом были включены в сегмент «в память».

## Фильмография
- по данным IMDB[46]

| Год  |   | Русское название  | Оригинальное название | Роль                           |
| ---- | - | ----------------- | --------------------- | ------------------------------ |
| 1998 | ф | Его игра          | He Got Game           | телеведущий                    |
| 1998 | ф |                   | Enchanted             | репортёр ESPN                  |
| 2000 | с |                   | The Hughleys          | играет самого себя (1 эпизод)  |
| 2000 | ф | Малыш             | Disney's The Kid      | Ритч Айзен                     |
| 2000 | с |                   | Arliss                | играет самого себя (2 эпизода) |
| 2002 | ф | Барабанная дробь  | Drumline              | комментатор Fox Sports         |
| 2003 | с | Шпионки           | She Spies             | доктор (1 эпизод)              |
| 2003 | с | Пища для души     | Soul Food             | играет самого себя (3 эпизода) |
| 2003 | с |                   | One on One            | играет самого себя (1 эпизод)  |
| 2004 | ф | Мистер 3000       | Mr. 3000              | играет самого себя             |
| 2004 | ф |                   | In the Game           | играет самого себя             |
| 2005 | ф | Сумасшедшие гонки | Herbie: Fully Loaded  | играет самого себя             |
| 2007 | ф | План игры         | The Game Plan         | играет самого себя             |
| 2010 | ф | Просто Райт       | Just Wright           | играет самого себя             |